# Oribatula truncata
Oribatula truncata är en kvalsterart som först beskrevs av Aoki 1961.  Oribatula truncata ingår i släktet Oribatula och familjen Oribatulidae. Inga underarter finns listade i Catalogue of Life.